# Cooperativa Omnibús Autobuses
La Cooperativa Omnibús Autobuses son el servicio de transporte urbano de la ciudad de Melilla. La misma empresa se encarga del transporte de pasajeros en autobús entre Melilla y otras localidades vecinas. El servicio está compuesto por seis líneas. La frecuencia de cada línea varía, dependiendo de la hora y el día del servicio, aunque generalmente suelen tener una frecuencia de media hora.

## Líneas
Las líneas son actualmente seis, nominadas con una numeración ascendente:
| Línea   | Trayecto                                                | Frecuencia                                       |
| ------- | ------------------------------------------------------- | ------------------------------------------------ |
| Línea 1 | Plaza de España - Real                                  | 20' - 30'                                        |
| Línea 2 | Mercado Central - Plaza de España - Frontera Beni Enzar | 15' (lunes a sábado) - 20' (domingo y festivos)  |
| Línea 3 | General Marina - Alfonso XIII - Real                    | 20' - 30'                                        |
| Línea 5 | Torres Quevedo - Cabrerizas                             | 30'                                              |
| Línea 6 | Torres Quevedo - Reina Regente - Frontera Mariguari     | 40'                                              |
| Línea 7 | Mercado Central - Frontera de Farjana                   | 20' (lunes a sábado) - 40' (domingos y festivos) |

Los precios varían en función de la tarifa a la que se accede:
| Tipo de tarifa          | Precio |
| ----------------------- | --- |
| Billete único/ordinario | 0'90 céntimos.                                                                                                 |
| Tarjeta monedero        | 0'75 céntimos.                                                                                                 |
| Tarifa joven            | 0'55 céntimos (sólo empadronados en la ciudad).                                                                |
| Bono escolar mensual    | Dos viajes en día lectivo por 22,50€ al mes, consumiendo 2 viajes en el mismo día lectivo.                     |
| Bono escolar anual      | Cuatro viajes en día lectivo por 9 meses de septiembre a junio por 300,00€, con 4 viajes en mismo día lectivo. |
| Bono desempleado        | Veinticinco viajes al mes por 12,50 € mensuales.                                                               |
| Bono trabajador         | Cuarenta y cinco viajes al mes 31,50 € mensuales.                                                              |
| Bono pensionista        | En proyecto |